# Blaško Vojnić Hajduk
Blaško Vojnić Hajduk je bački hrvatski književnik. Pisao je poeziju. Radio je kao ravnatelj Gradske knjižnice (rukovodilac Gradske knjižnice zadužen za organiziranje arhivske službe 1947.).
Uz Balinta Vujkova i Marka Peića, bio je jednim od urednika književnog časopisa Bunjevačko kolo, koji je izlazio od 1933. do 1936.
Zagrebačkoj javnosti je bio predstavljen, zajedno s Balintom Vujkovim, Franjom Bašićem i Markom Pejićem u zagrebačkom časopisu Svijet iz 1934.
Krajem Drugog svjetskog rata, bio je organizatorom izlaženja novina Slobodna Vojvodina, koja je kasnije promijenila ime u Hrvatska riječ.

## Djela
- Moj grad u davnini - Subotica od 1391. do 1941. – 550 godina grada, 1971.
- Ambrozije Šarčević : 1820-1899., 1970.
- Kapi srca, 1935.
- Pupoljci, lirske pjesme, 1934.

Svojim djelima je ušao u antologiju poezije bunjevačkih Hrvata iz 1971., sastavljača Geze Kikića, u izdanju Matice hrvatske.
Pisao je natuknice za Jugoslovenski književni leksikon koji je objavljen u Novom Sadu 1984. godine.

## Vanjske poveznice
- Antologija poezije bunjevačkih Hrvata  Arhivirana inačica izvorne stranice od 17. travnja 2008. (Wayback Machine)